# 苏赫巴托尔市

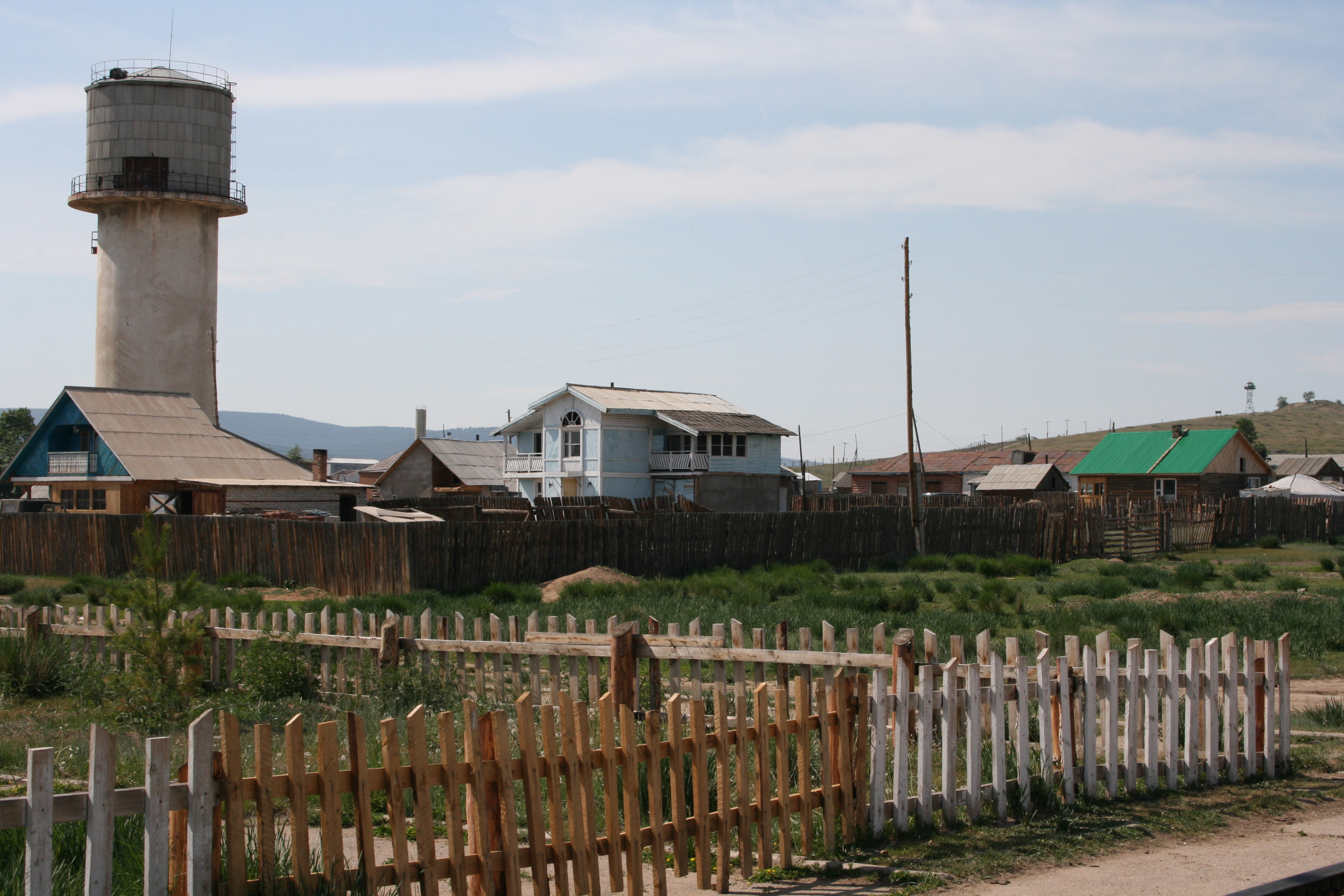
街景

蘇赫巴托爾市是蒙古國色楞格省的城市，也是色楞格省的省會。始建于1940年，以蒙古人民共和国缔造者达木丁·苏赫巴托尔命名。位於鄂爾渾河畔，距離首都烏蘭巴托263公里，與俄羅斯接壤，毗鄰蒙俄邊境。2007年人口19,224。
50°14′11″N 106°12′23″E / 50.23639°N 106.20639°E